# ريكي بيري
ريكي بيري (بالإنجليزية: Ricky Berry)‏ مواليد 06 أكتوبر 1964 في لانسنغ - الوفاة 14 أغسطس 1989، كان لاعب كرة سلة أمريكي. بدأ مسيرته الاحترافية في سنة 1988. تم اختياره من قبل فريق سكرامنتو كينغز خلال الدرافت. يحمل الرقم 34. بلغ طوله 6 قدم 8 بوصة (2.0 م). حقق المركز الثاني في دورة الألعاب الأمريكية 1987. اعتزل اللعب في 1989.

## الميداليات
| الميدالية | المسابقة                    |
| --------- | --------------------------- |
| فضية      | دورة الألعاب الأمريكية 1987 |

## روابط خارجية
- ريكي بيري على موقع إن بي أي (الإنجليزية)
- ريكي بيري على موقع سبورتس رفرنس (الإنجليزية)
- ريكي بيري على موقع كلية كرة السلة في سبورتس رفرنس.كوم (الإنجليزية)
- ريكي بيري على موقع ريلجم (الإنجليزية)
- ريكي بيري على موقع بروبوليرز (الإنجليزية)